# Bifort Motor
Die Bifort Motor Co. Ltd. war ein britischer Automobilhersteller in Fareham (Hampshire). Von 1914 bis 1916 wurde dort ein Kleinwagen gefertigt.
Das einzige Modell, der Bifort 10/14 hp, kam 1914 auf den Markt und beruhte auf einer belgischen Konstruktion. Er war mit einem Reihenvierzylindermotor mit 1.327 cm³ Hubraum ausgestattet. Sein Radstand betrug 2.565 mm.
Schon 1916 war die Marke kriegsbedingt wieder verschwunden und lebte auch nach dem Ersten Weltkrieg nicht mehr auf.

## Modelle
| Modell   | Bauzeitraum | Zylinder | Hubraum  | Radstand |
| -------- | ----------- | -------- | -------- | -------- |
| 10/14 hp | 1914–1916   | 4 Reihe  | 1327 cm³ | 2565 mm  |

## Quelle
- David Culshaw & Peter Horrobin: The Complete Catalogue of British Cars 1895–1975. Veloce Publishing plc. Dorchester (1999).  ISBN 1-874105-93-6